# فرودگاه آبی سودبری/دریاچه رمزی
فرودگاه آبی سودبری/دریاچه رمزی (به انگلیسی: Sudbury/Ramsey Lake Water Aerodrome) یک فرودگاه همگانی است که یک باند فرود آب دارد. این فرودگاه در کشور کانادا قرار دارد و در ارتفاع ۲۴۷ متری از سطح دریا واقع شده است.